# Lake Whakamaru
Der Lake Whakamaru ist ein zum Flusssystem des Waikato River gehörender Stausee auf der Nordinsel von Neuseeland.

## Namensherkunft
„Whakamaru“ setzt sich in der Sprache der Māori aus den Wörtern „whaka“ und „maru“ zusammen und bedeutet buchstäblich so viel wie „Schutz geben“ oder „zu schützen“.

## Geographie
Der 7,4 km² große Lake Whakamaru befindet sich rund 25 km nördlich des Lake Taupō und rund 20 km südlich der Stadt Tokoroa, eingebettet in einer bis zu knapp 700 m hohen Berglandschaft. Der See besitzt eine Länge von 15 km und variiert seine Breite zwischen 60 und 910 m. Die Höhe des Sees variiert je nach Wasserspiegel zwischen 224,35 m und 226,75 m, bei einer maximalen Seetiefe von 36 m. Sein unmittelbares Wassereinzugsgebiet beträgt 572 km2.
Zu erreichen ist der Stausee über den New Zealand State Highway 30, der das Gewässer an seiner Nordseite begleitet und über den New Zealand State Highway 32, der direkt über den Staudamm des Sees führt.
Administrativ zählt der See zur Region Waikato.
Dem Lake Whakamaru folgen nacheinander die Stauseen Lake Maraetai, Lake Waipapa, Lake Arapuni und Lake Karapiro, die Stauseen Lake Ātiamuri, Lake Ohakuri und Lake Aratiatia gehen ihm voraus.

## Geschichte
Der Stausee sowie das zugehörige Wasserkraftwerk wurden 1956 mit einer Nennleistung von 100 MW in Betrieb genommen. Betreiber des Wasserkraftwerks ist die mehrheitlich im Staatsbesitz befindliche Firma Mercury NZ Limited. 